# Дев'ятнадцятикутник
В геометрії дев'ятнадцятикутник або 19-кутник — це багатокутник з дев'ятнадцятьма кутами.

## Звичайна форма
Правильний дев'ятнадцятикутник представлений символом Шлефлі {19}.
Радіус кола правильного дев'ятнадцятикутника з довжиною сторони t дорівнює {\displaystyle R={\frac {t}{2}}\csc {\frac {180}{19}}} (кут у градусах).
А Площа, де t — довжина ребра, дорівнює {\displaystyle {\frac {19}{4}}t^{2}\cot {\frac {\pi }{19}}\simeq 28.4652\,t^{2}.}
Оскільки 19 — є числа П'єрпонта і не є числом Ферма, то правильний дев'ятнадцятикутник не може бути побудований за допомогою циркуля та лінійки . Однак він може бути побудований за допомогою методу невсіс або кутового трисектора.

Правильний дев'ятнадцятикутник, точна побудова з використанням квадратриси за Гіппієм як додаткової допомоги

Ще одна анімація приблизної конструкції.
На основі одиничного кола, r = 1 [одиниця довжини]

Наближений дев'ятнадцятикутник, вписаний у коло

Дев'ятнадцятикутник: приблизна конструкція як анімація, з паузою 15 с

- Побудована довжина сторони дев'ятнадцятикутнику в GeoGebra {\displaystyle a=0.329189180561468...\;} [одиниця довжини]
- Довжина сторони дев'ятнадцятикутника {\displaystyle a_{target}=2\cdot \sin \left({\frac {180^{\circ }}{19}}\right)=0.329189180561467788...\;} [одиниця довжини]
- Абсолютна похибка побудованої довжини сторони {\displaystyle F_{a}=a-a_{target}=2.12...E-16\;} [одиниця довжини]
- Побудований центральний кут дев'ятнадцятикутнику в GeoGebra {\displaystyle \mu =18.94736842105263...^{\circ }}
- Центральний кут дев'ятнадцятикутника {\displaystyle \mu _{target}={\frac {360^{\circ }}{19}}=18.947368421052631578...^{\circ }}
- Абсолютна похибка побудованого центрального кута {\displaystyle F_{\mu }=\mu -\mu _{target}=-1.578...E-15^{\circ }}

При радіусі r = 1 млрд км (відстань, на яку потрібно приблизно 55 хвилин світла), абсолютна похибка побудованої довжини сторони складе приблизно. 0,21 мм

## Симетрія

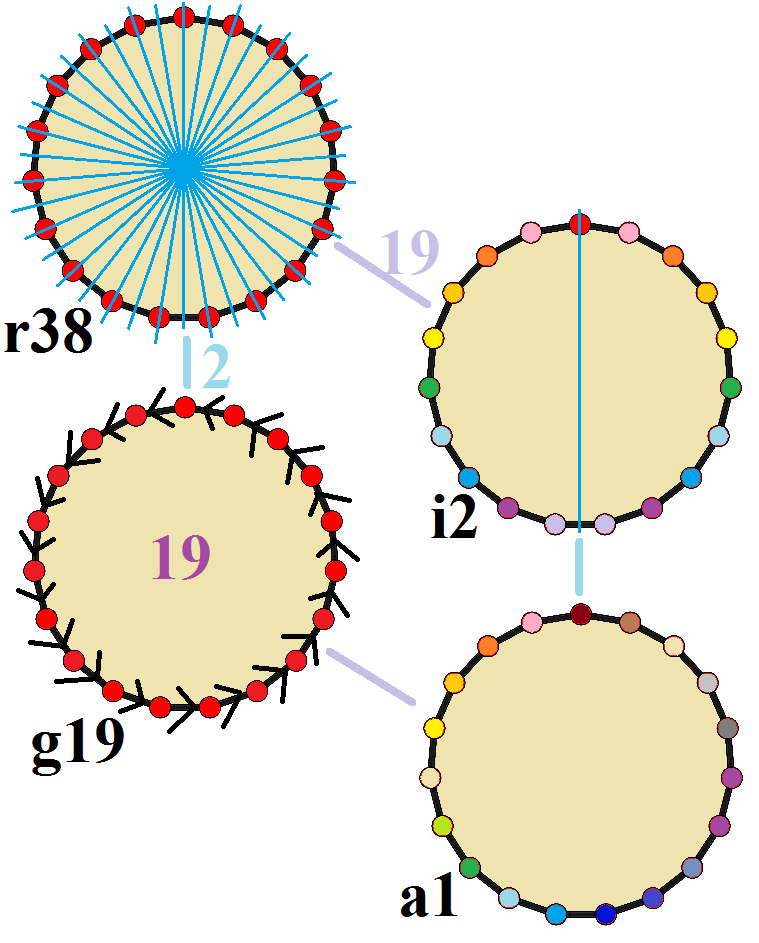
Симетрії правильного дев'ятнадцятикутника.

Правильний дев'ятнадцятикутник має симетрію Dih 19, порядок 38. Оскільки 19 є простим числом, існує одна підгрупа з двогранною симетрією: Dih 1 та 2 циклічні симетрії груп: Z 19 та Z 1.
Ці 4 симетрії можна побачити в 4 різних симетріях на дев'ятнадцятикутникі. Джон Конвей позначає їх літерними та груповими замовленнями. Повна симетрія правильної форми дорівнює r38 і жодна симетрія не позначена як a1 . Двогранні симетрії діляться залежно від того, проходять вони через вершини (d для діагоналі) або ребра (p для перпендикулярів), та i, коли лінії відбиття проходять як через ребра, так і через вершини. Циклічні симетрії в середній колонці позначені як g для їх центральних порядків обертання.
Кожна підгрупова симетрія допускає один або кілька ступенів свободи для неправильних форм. Тільки підгрупа g19 не має ступенів свободи, але може розглядатися як орієнтований граф .

## Пов'язані багатокутники
Еннеадекаграма — це 19-сторонній зоряний многокутник. Існує вісім регулярних форм, поданих символами Шлефлі: {19/2}, {19/3}, {19/4}, {19/5}, {19/6}, {19/7}, {19/8 } та {19/9}. Оскільки 19 є простим числом, усі еннеадекаграми є регулярними зірками, а не складеними фігурами.
| Картина        | {19/2}     | {19/3}     | {19/4}     | {19/5}     |
| Внутрішній кут | ≈142,105 ° | ≈123,158 ° | ≈104,211 ° | ≈85,2632 ° |
| Картина        | {19/6}     | {19/7}     | {19/8}     | {19/9}     |
| Внутрішній кут | ≈66,3158 ° | ≈47,3684 ° | ≈28,4211 ° | ≈9,47368 ° |

### Багатокутники Петрі
Правильний дев'ятнадцятикутник — це Багатокутник Петрі для одного багатовимірного багатогранника, спроектованого в похилій ортогональній проєкції:
| 18-симплекс (18D) |